# Schlüsselfeld
Schlüsselfeld (ⓘ) ist eine Stadt am südwestlichen Rand des oberfränkischen Landkreises Bamberg und zählt zur Metropolregion Nürnberg.

## Geografie

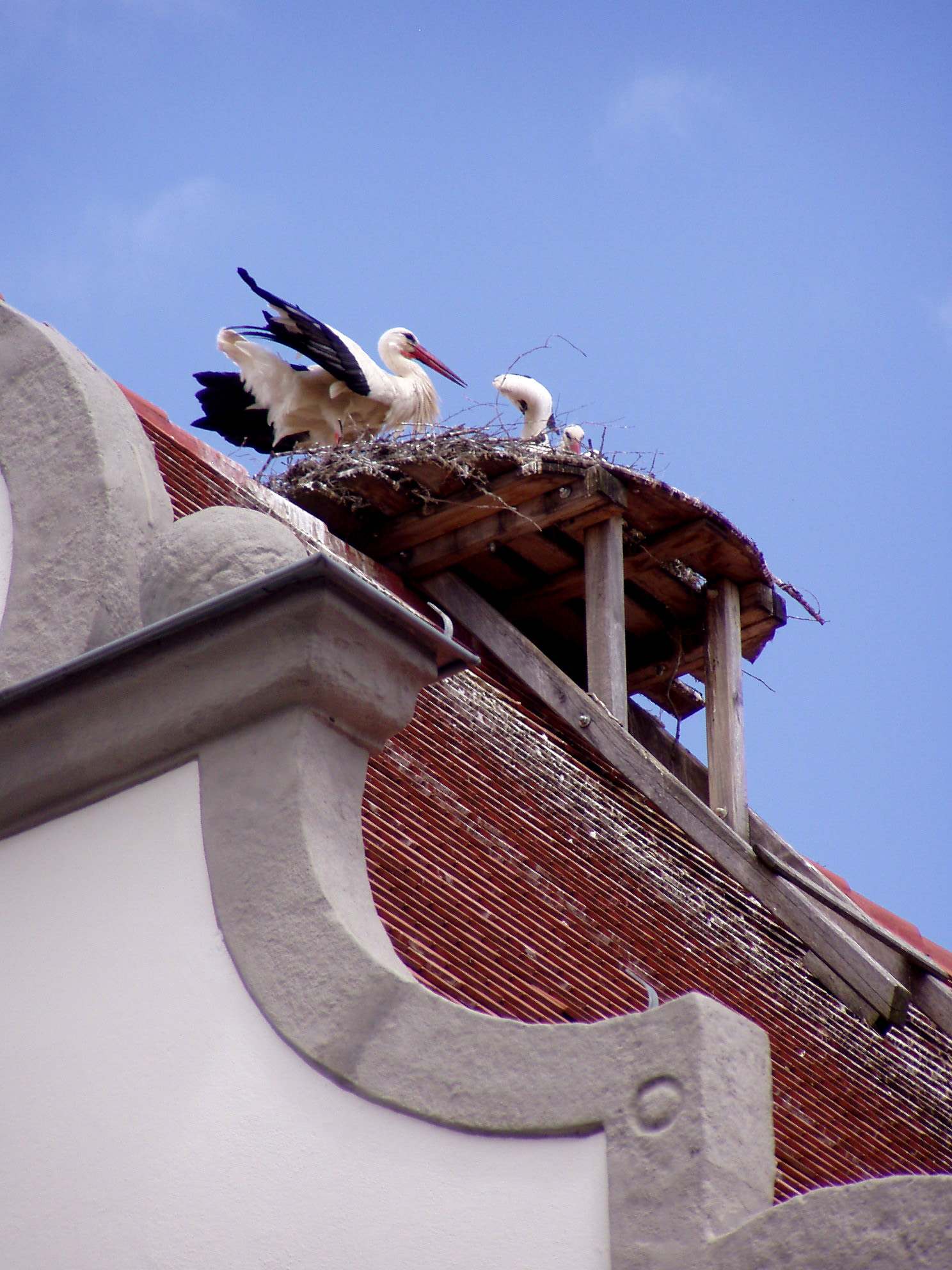
Ein Storchenpaar im Nest auf dem Schlüsselfelder Rathaus

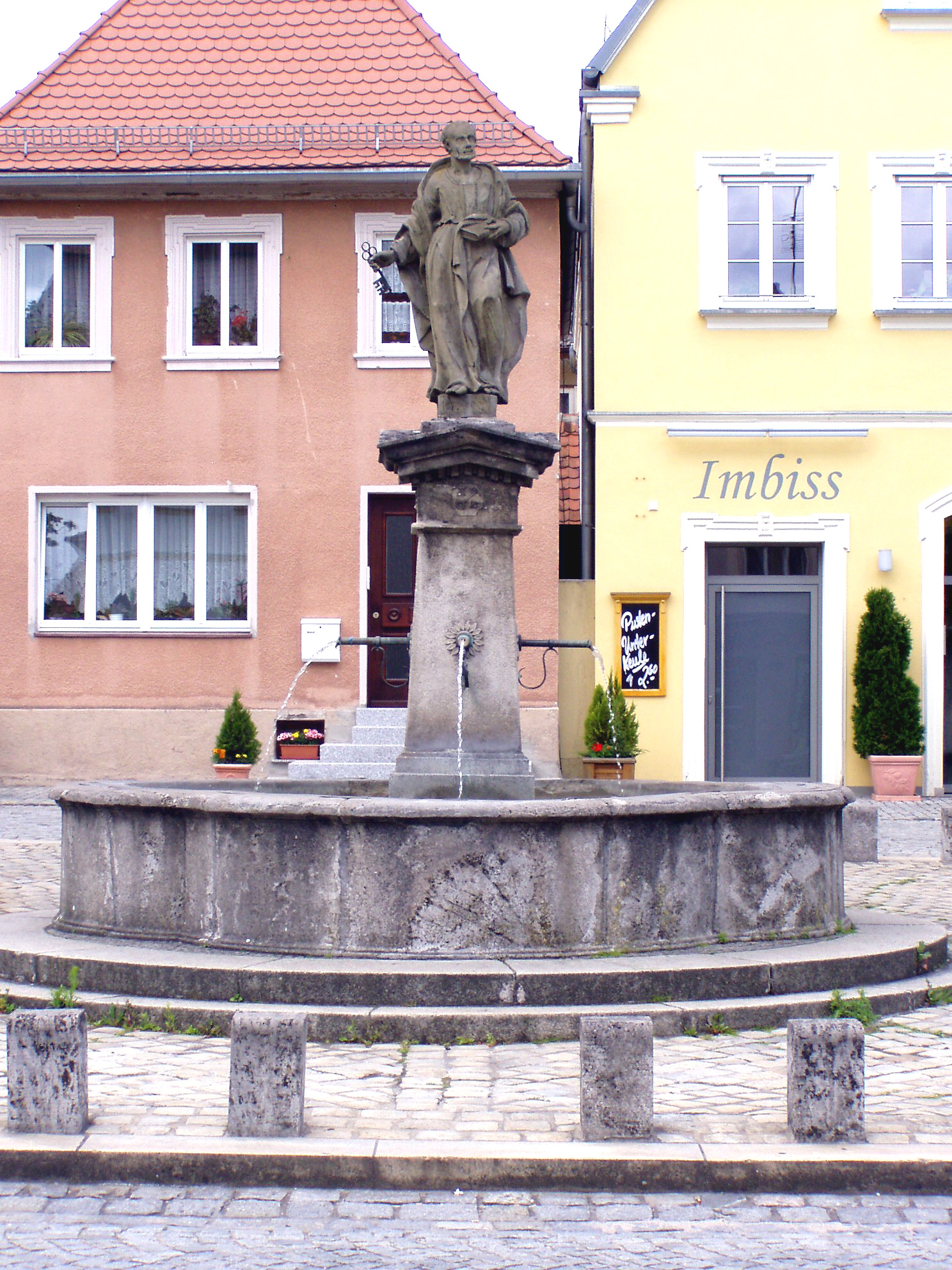
Der Petrusbrunnen im Ortskern von Schlüsselfeld

### Lage
Die Stadt befindet sich südwestlich von Bamberg im Steigerwald im Tal der Reichen Ebrach an der Bayerischen Porzellanstraße.

### Nachbargemeinden
Nachbargemeinden sind (von Norden beginnend im Uhrzeigersinn): Burgebrach, Mühlhausen, Wachenroth, Vestenbergsgreuth (alle drei Landkreis Erlangen-Höchstadt, Mittelfranken), Burghaslach (Landkreis Neustadt an der Aisch-Bad Windsheim, Mittelfranken), Geiselwind (Landkreis Kitzingen, Unterfranken) und Burgwindheim.

### Gemeindegliederung
Es gibt 22 Gemeindeteile (in Klammern sind der Siedlungstyp und die Einwohnerzahlen, Stand 30. Juni 2022, angegeben):
- Aschbach (1040 E.)
- Attelsdorf (Dorf, 52 E.)
- Bernroth (Einöde, 9 E.)
- Debersdorf (Dorf, 73 E.)
- Eckersbach (Kirchdorf, 135 E.)
- Elsendorf (Pfarrdorf, 672 E.)
- Fallmeisterei (Weiler)
- Güntersdorf (Weiler, 19 E.)
- Heuchelheim (Kirchdorf, 224 E.)
- Hohn am Berg (Kirchdorf, 89 E.)
- Hopfenmühle (Einöde)
- Lach (Dorf, 60 E.)
- Obermelsendorf (Weiler, 15 E.)
- Possenfelden (Kirchdorf, 143 E.)
- Rambach (Kirchdorf, 145 E.)
- Reichmannsdorf (Pfarrdorf, 862 E.)
- Schlüsselfeld (Hauptort, 1425 E.)
- Thüngbach (Dorf, 28 E.)
- Thüngfeld (Kirchdorf, 1022 E.)
- Untermelsendorf (Kirchdorf, 53 E.)
- Wüstenbuch (Kirchdorf, 111 E.)
- Ziegelsambach (Kirchdorf, 48 E.)

Die Einöde Lohmühle zählt zum Gemeindeteil Ziegelsambach.
Es gibt folgende Gemarkungen (alle ehemals selbstständige Gemeinden, die als Kataster-Bezirke erhalten blieben): Aschbach, Eckersbach, Elsendorf, Heuchelheim, Reichmannsdorf, Schlüsselfeld, Thüngfeld, Untermelsendorf und Ziegelsambach. Die Gemarkung Schlüsselfeld hat eine Fläche von 9,371 km². Sie ist in 1555 Flurstücke aufgeteilt, die eine durchschnittliche Flurstücksfläche von 6026,07 m² haben. In ihr liegt neben dem namensgebenden Ort der Gemeindeteil Thüngbach.

### Klima
Die durchschnittliche Jahrestemperatur in Schlüsselfeld beträgt 8,24 °C.

## Geschichte

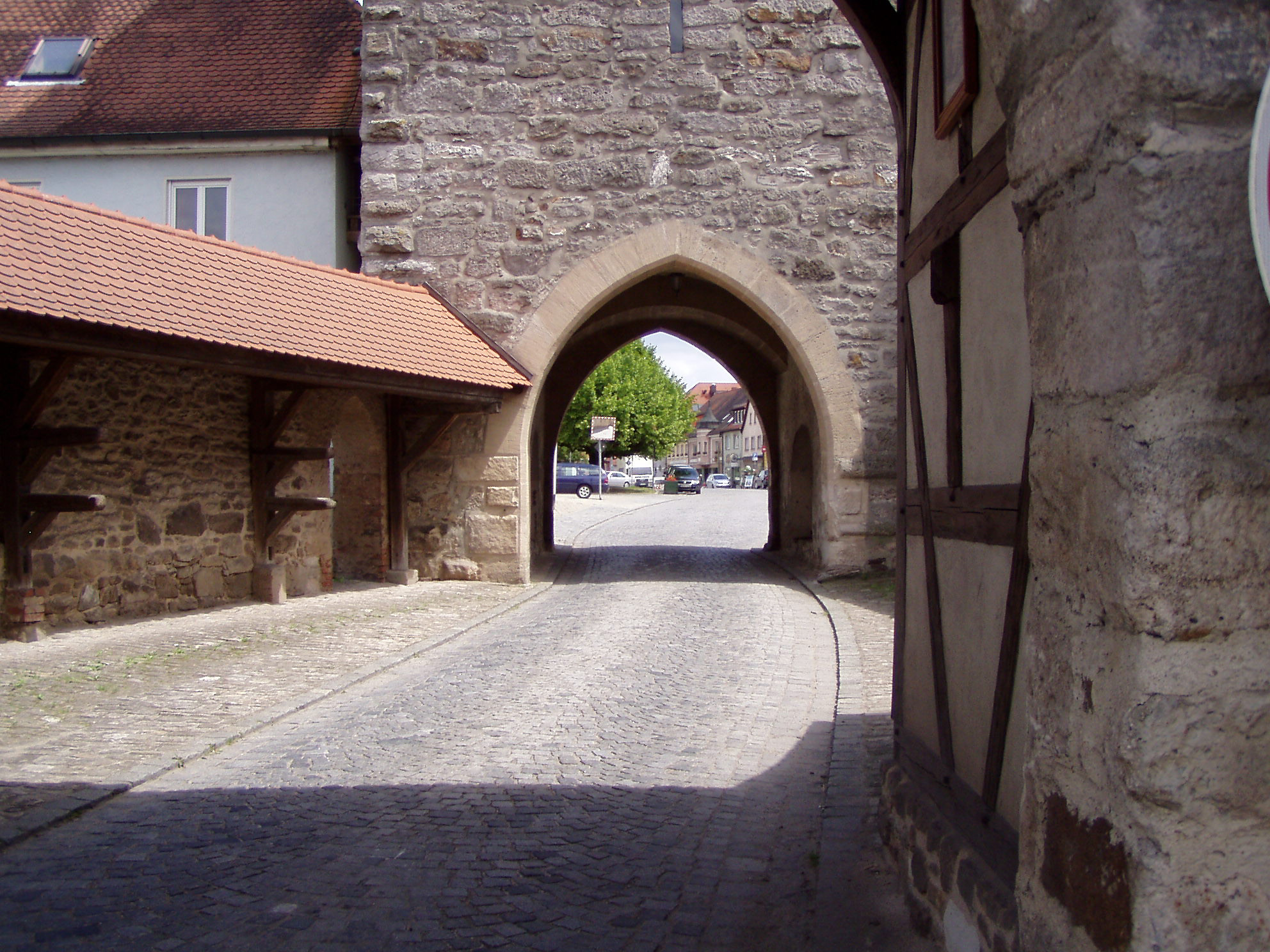
Hauptstraße und Stadttor von Schlüsselfeld

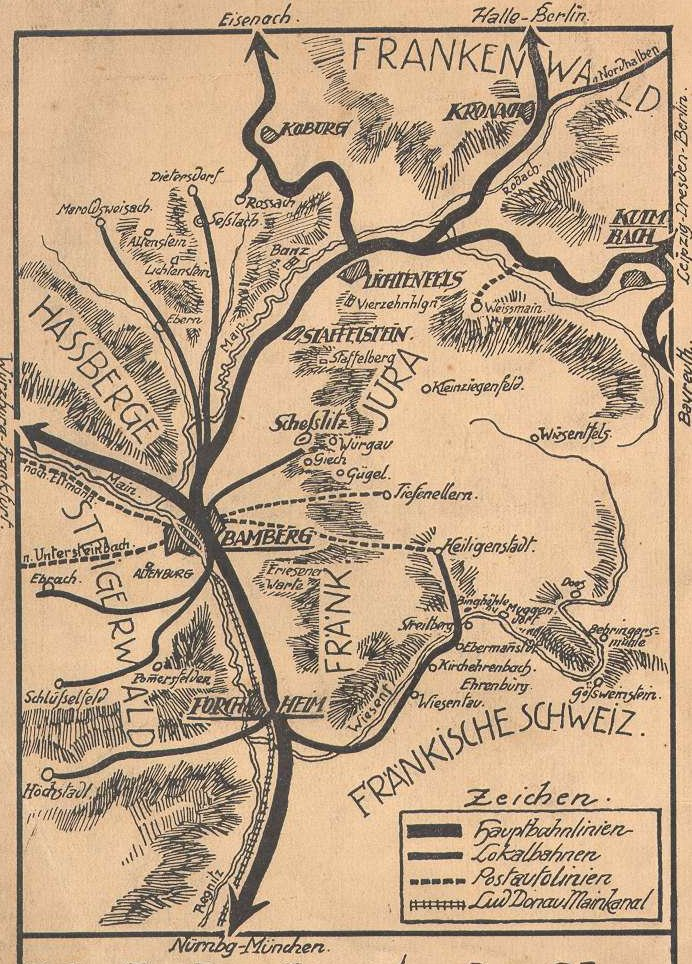
Verkehrskarte von 1912 mit Schlüsselfeld unten links

### Bis zur Gemeindegründung
Der Ort wurde 1315 als „Slüsselfeld“ erstmals urkundlich erwähnt. Zu dieser Zeit wurde er von Konrad II. von Schlüsselberg planmäßig angelegt. Am 10. Juni 1336 erhielt Schlüsselfeld von Kaiser Ludwig dem Bayern die Marktrechte. Nach dem Tode seines Gründers fiel es an die Bischöfe von Bamberg und Würzburg. Durch Vergleich erwarb Würzburg 1390 auch den Bamberger Anteil an Schlüsselfeld. 1396 bekam der Markt Schlüsselfeld die Stadtrechte bestätigt. Die Würzburger Bischöfe bauten Schlüsselfeld zum Amt aus und wählten als Amtssitz das Thüngfelder Schloss.
Am 1723 erbauten Rathaus der Stadt verkündet eine lateinische Inschrift folgenden Spruch:
„Dieses Haus hasst die Unruhe, liebt den Frieden, straft das Verbrechen, bewahrt das Recht, ehrt die Güte.“
Als Teil des Hochstiftes Würzburg, das ab 1500 zum Fränkischen Reichskreis gehörte, wurde das Centamt Schlüsselfeld 1803 zugunsten Bayerns säkularisiert, fiel im Frieden von Pressburg (1805) an das neugebildete Großherzogtum Würzburg und kam schließlich bei Gebietsbereinigungen 1810 zurück zu Bayern.
Seit dem 19. Jahrhundert waren jüdische Familien im Gemeindeteil Aschbach ansässig, die einen jüdischen Friedhof anlegten. An die Opfer der Schoa während der nationalsozialistischen Gewaltherrschafterinnert ein Gedenkstein am Friedhofseingang mit Namensnennung.
Im Rahmen des Gemeindeedikts wurde der Steuerdistrikt Schlüsselfeld gebildet, zu dem Thüngbach gehörte. Im selben Jahr entstand die Ruralgemeinde Schlüsselfeld, die deckungsgleich mit dem Steuerdistrikt war. 1813 wurde sie zur Munizipalgemeinde erhoben. In Verwaltung und Gerichtsbarkeit war sie dem Landgericht Höchstadt zugeordnet und in der Finanzverwaltung dem Rentamt Höchstadt. Ab 1862 gehörte Schlüsselfeld zum Bezirksamt Höchstadt an der Aisch (1939 in Landkreis Höchstadt an der Aisch umbenannt) und weiterhin zum Rentamt Höchstadt (1919 in Finanzamt Höchstadt umbenannt, 1929–1972: Finanzamt Forchheim, seit 1972: Finanzamt Bamberg). Die Gerichtsbarkeit blieb beim Landgericht Höchstadt (1879 in Amtsgericht Höchstadt an der Aisch umbenannt), von 1959 bis 1973 war das Amtsgericht Forchheim zuständig, seitdem ist es das Amtsgericht Bamberg. Die Gemeinde hatte ursprünglich eine Fläche von 9,384 km².

### Gebietsreform der 1970er Jahre
Vor der Gebietsreform gehörte Schlüsselfeld zum aufgelösten Landkreis Höchstadt an der Aisch (Oberfranken). Am 30. Juni 1972 wurden die Stadt und der Großteil des Landkreises in den Landkreis Erlangen-Höchstadt (zunächst mit der Bezeichnung Landkreis Erlangen) und damit in den Regierungsbezirk Mittelfranken eingegliedert. Am 1. Mai 1978 wechselte Schlüsselfeld in den Landkreis Bamberg und somit wieder zu Oberfranken.
Im Zuge der Gebietsreform in Bayern wurde am 1. Juli 1972 die Gemeinde Heuchelheim (mit Rambach und Debersdorf) eingegliedert. Am 1. Januar 1975 kam Untermelsendorf hinzu. Am 1. Mai 1978 folgten der Markt Aschbach, Eckersbach, Elsendorf (mit Possenfelden, Lach und Reumannswind), Reichmannsdorf, Thüngfeld und Ziegelsambach. Am 1. Januar 1982 wurde der Gemeindeteil Reumannswind mit damals mehr als 50 Einwohnern an den Markt Wachenroth abgetreten. Erster Bürgermeister wurde der 1922 in Schlüsselfeld geborene Gemeindeangestellte Georg Obermayer (CSU).

### Einwohnerstatistik
Im Zeitraum 1988 bis 2018 wuchs die Stadt von 5002 auf 5941 um 939 Einwohner bzw. um 18,8 %.
Gemeinde Schlüsselfeld
| Jahr      | 1819   | 1840   | 1852   | 1861   | 1867   | 1871   | 1875   | 1880   | 1885   | 1890   | 1895   | 1900   | 1905   | 1910   | 1919   | 1925   | 1933   | 1939   | 1946   |
| Einwohner | 624    | 710    | 661    | 699    | 716    | 754    | 744    | 732    | 717    | 704    | 671    | 689    | 676    | 700    | 718    | 738    | 680    | 606    | 1071   |
| Häuser    |        |        |        |        |        | 111    |        |        | 132    | 134    |        | 113    |        |        |        | 135    |        |        |        |
| Quelle    | [ 18 ] | [ 19 ] | [ 19 ] | [ 20 ] | [ 21 ] | [ 22 ] | [ 23 ] | [ 24 ] | [ 25 ] | [ 26 ] | [ 19 ] | [ 27 ] | [ 19 ] | [ 28 ] | [ 19 ] | [ 29 ] | [ 19 ] | [ 19 ] | [ 19 ] |

| Jahr      | 1950   | 1961   | 1970   | 1987   | 1995 | 2008   | 2017   |
| Einwohner | 1060   | 940    | 1188   | 5034   | 5689 | 5713   | 5909   |
| Häuser    | 138    | 171    |        | 1245   |      |        | 1648   |
| Quelle    | [ 30 ] | [ 12 ] | [ 31 ] | [ 32 ] |      | [ 33 ] | [ 33 ] |

Ort Schlüsselfeld
| Jahr      | 001819 | 001861 | 001871 | 001885 | 001900 | 001925 | 001950 | 001961 | 001970 | 001987 | 002019 | 002022 |
| Einwohner | 560    | 629    | 677    | 641    | 617    | 665    | 971    | 883    | 1133   | 1101   | 1413   | 1417   |
| Häuser    |        |        |        | 120    | 99     | 124    | 125    | 160    |        | 284    |        |        |
| Quelle    | [ 18 ] | [ 20 ] | [ 22 ] | [ 25 ] | [ 27 ] | [ 29 ] | [ 30 ] | [ 12 ] | [ 31 ] | [ 32 ] |        | [ 5 ]  |

### Konfessionsstatistik
Laut Zensus am 9. Mai 2011 gehörten 69,0 % der Einwohner der katholischen Kirche, 20,3 % der evangelischen Kirche und 10,7 % einer anderen oder keiner Glaubensgemeinschaft an. Der Anteil der evangelischen und katholischen Kirchenmitglieder an der Gesamtbevölkerung ist seitdem gesunken. Mit Stand Juni 2025 hatte Schlüsselfeld 6331 Einwohner, davon 53,7 % (3401) Katholiken, 15,6 % (985) Protestanten und 30,7 % (1945) gehörten entweder einer anderen oder gar keiner Glaubensgemeinschaft an.

## Politik

### Stadtrat
Der Stadtrat besteht aus 20 Bürgern. Die folgende Tabelle zeigt die Sitzverteilung nach der jüngsten Kommunalwahl am 15. März 2020 sowie die Sitzverteilungen nach den früheren Wahlen 2014, 2008 und 2002.
| Partei / Liste                                | Sitze 2020 |   | Sitze 2014 | Sitze 2008 | Sitze 2002 |
| CSU                                           | 9          | 9 | 8          | 9          |            |
| SPD                                           | 3          | 4 | 3          | 4          |            |
| Freie Wählergemeinschaft                      | 5          | 4 | 6          | 3          |            |
| Unabhängige Bürgergemeinschaft                | 3          | 3 | 3          | 3          |            |
| Überparteilich Christliche Wählergemeinschaft | –          | – | –          | 1          |            |

### Bürgermeister
Erster Bürgermeister ist seit 2014 Johannes Krapp (CSU), der ohne Gegenkandidaten 93,42 % der Stimmen erhielt und 2020 ebenfalls ohne Gegenkandidaten mit 94,64 % wiedergewählt wurde. Sein Vorgänger war seit 1996 der 1953 geborene und auch als Vorsitzender des örtlichen Steigerwaldklubs tätige Georg Zipfel (FW), der zuletzt 2008 mit 79,13 % der Stimmen zu einer dritten Amtszeit wiedergewählt wurde.

### Wappen und Flagge
Wappen
| Wappen von Schlüsselfeld | Blasonierung: „In Rot ein schräglinker silberner Schlüssel mit dem Bart nach oben, begleitet von zwei sechsstrahligen goldenen Sternen.“ |
| Wappen von Schlüsselfeld | Wappenbegründung: Der Schlüssel bezieht sich nicht nur auf den Ortsnamen, sondern erinnert durch Stellung und Farbe an das Wappen der 1347 ausgestorbenen Edelfreien von Schlüsselberg als Besitzer und Gründer des Ortes, der 1342 als Besitz Konrads von Schlüsselberg genannt wurde. Das heutige Wappen erschien erstmals in einem Siegel aus dem 16. Jahrhundert. |

Flagge
Die Gemeindeflagge ist gold-rot-weiß. Ursprünglich war sie weiß-rot.

### Städtepartnerschaft
Schlüsselfeld unterhält seit 2005 eine Partnerschaft mit der nordungarischen Gemeinde Hévízgyörk.

## Kultur und Sehenswürdigkeiten

### Museen

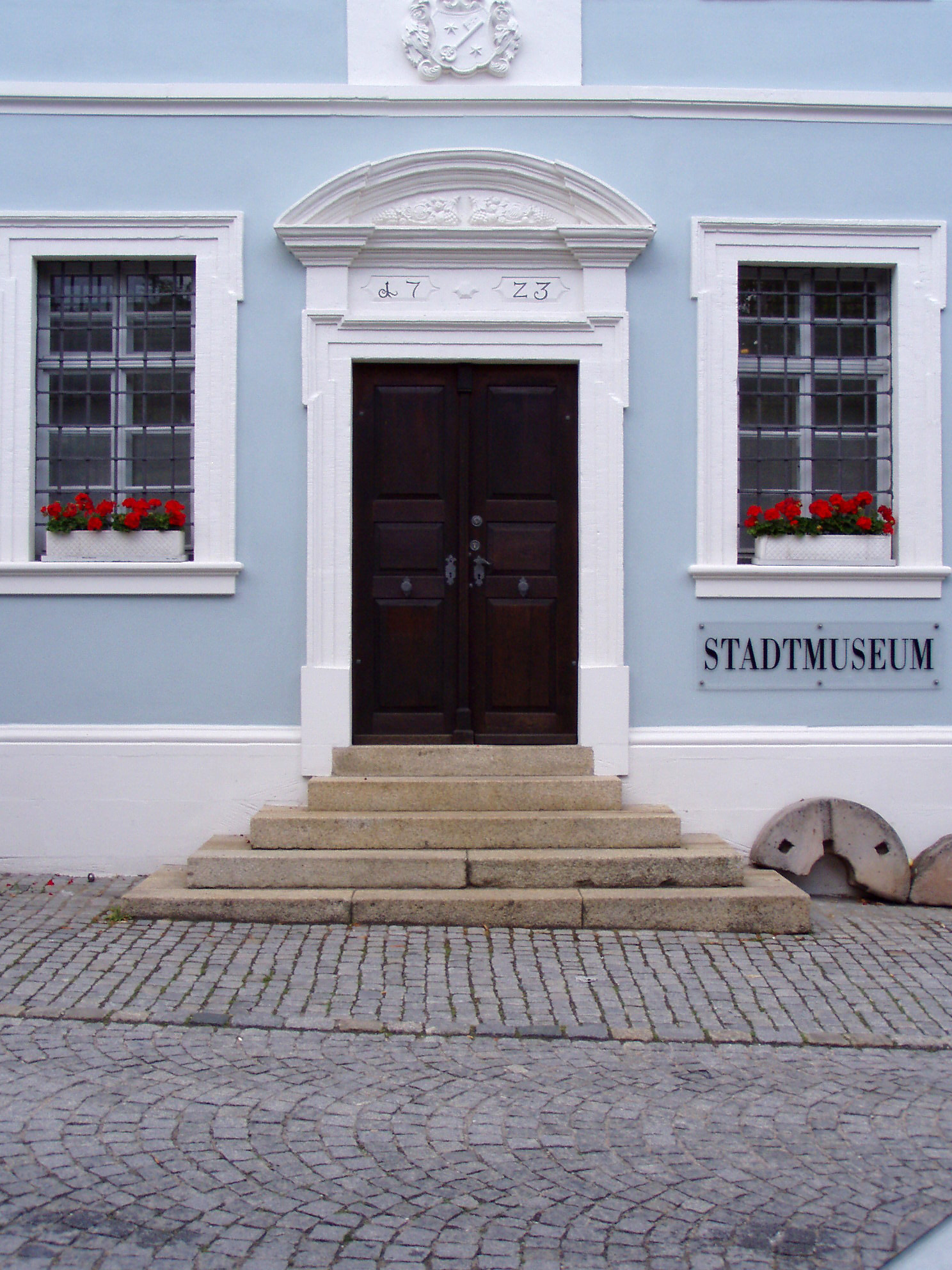
Barockes Eingangsportal Stadtmuseum Schlüsselfeld

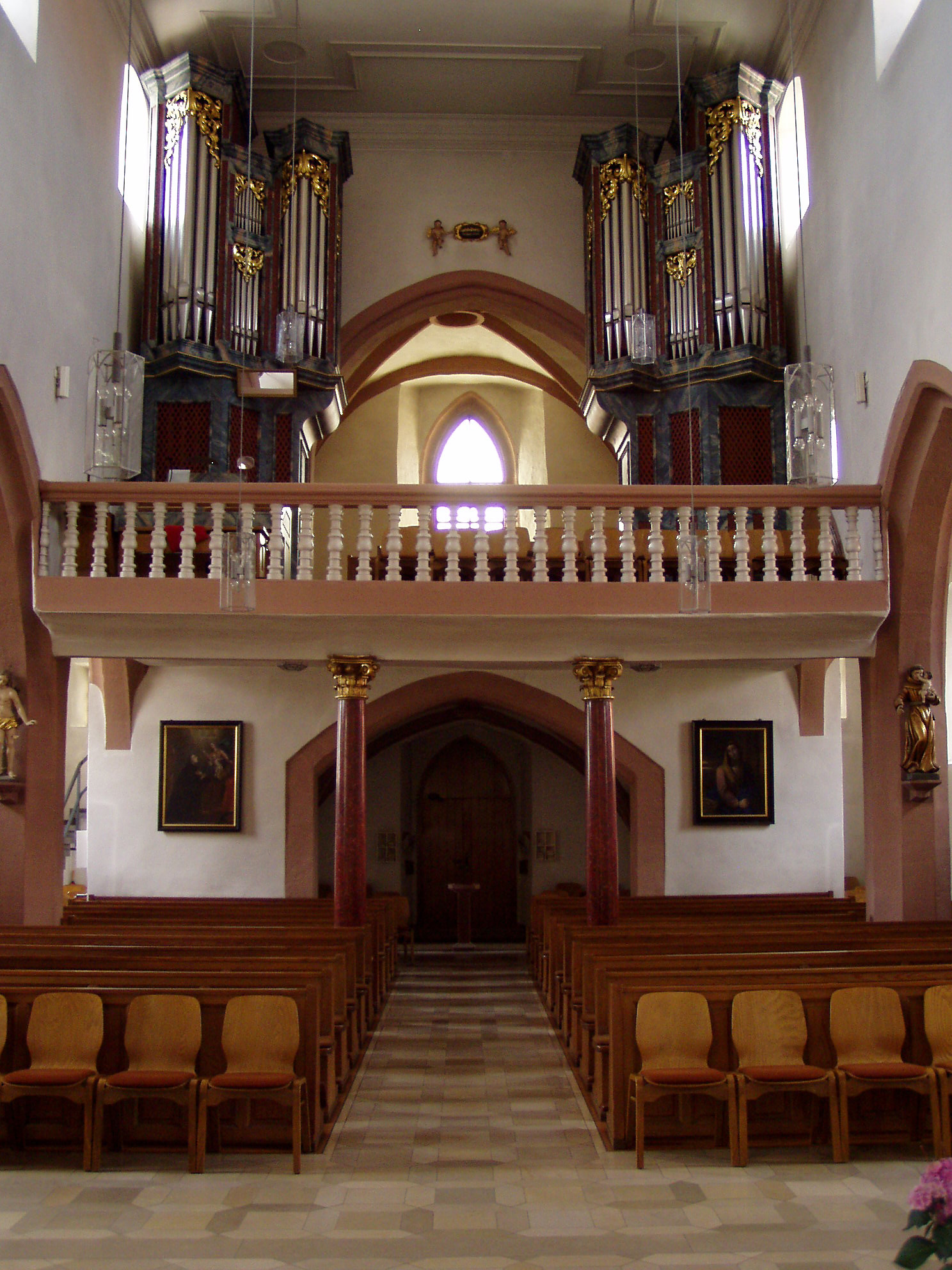
Der geteilte Orgelprospekt auf der Orgelempore der Pfarrkirche St. Johannes in Schlüsselfeld

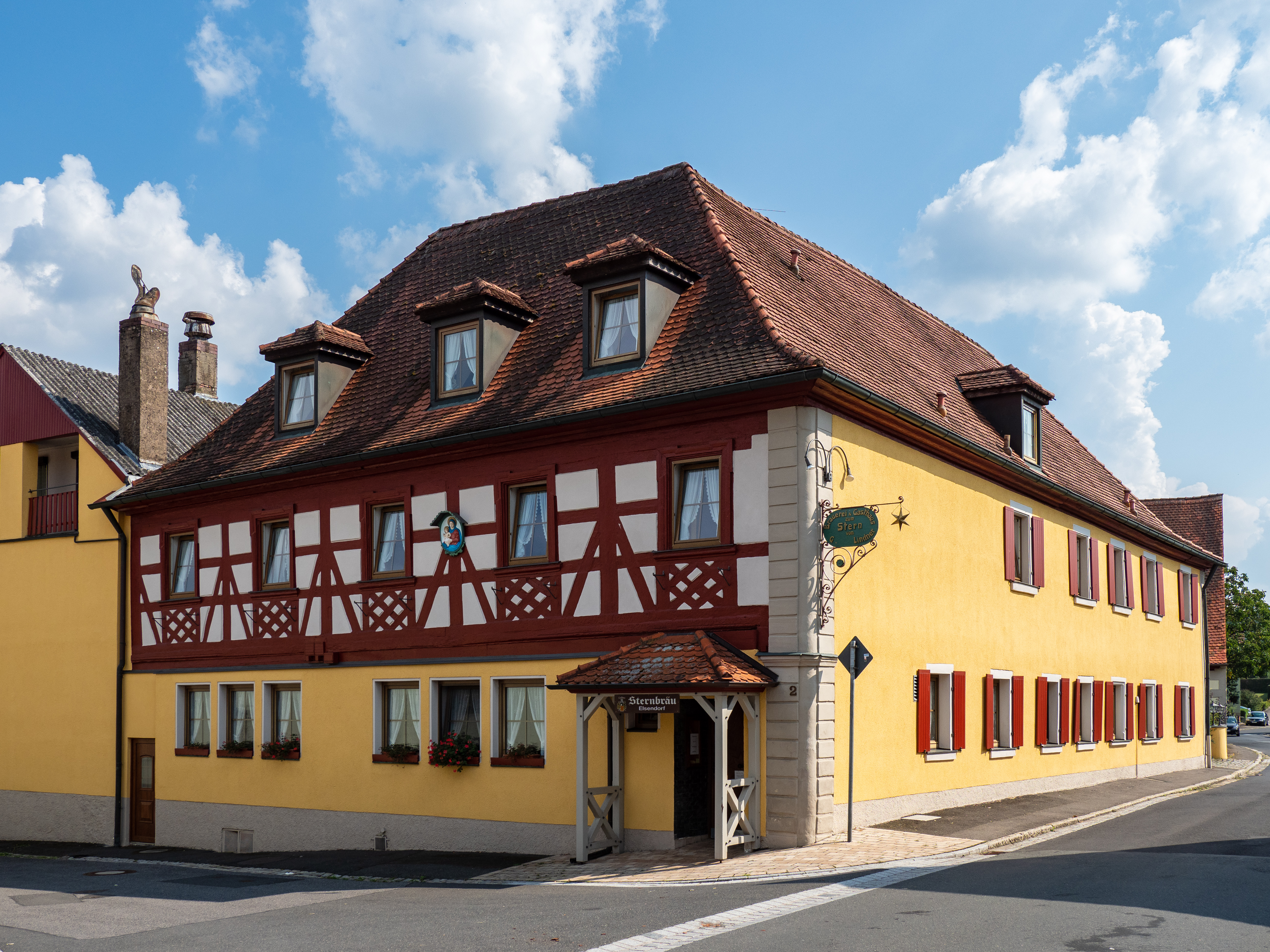
Brauerei Gasthaus Stern in Elsendorf bei Schlüsselfeld

Das Stadtmuseum ist im Alten Rathaus untergebracht und besteht aus vier Räumen. Raum 1 ist der Geologie des Keuper gewidmet, Raum 2 zeigt die Natur im Steigerwald. In Raum 3 befindet sich eine volkskundliche Ausstellung und in Raum 4 wird neben der Geschichte der Stadt Schlüsselfeld die der Porzellanmanufaktur Reichmannsdorf gezeigt.

### Baudenkmäler
Sehenswert sind im Bereich der Stadt Schlüsselfeld:
- in Schlüsselfeld: der Stadttorturm mit Resten der Stadtmauer und zwei Rundtürmen, der Petrusbrunnen, das alte Rathaus mit Pranger, das neue Rathaus, die gotische Pfarrkirche, die Kirche Klein-Mariazell im Steigerwald (mit der Kopie des Gnadenbildes von Mariazell in der Steiermark),
- in Aschbach: das Barockschloss, die Kirche Mariä-Himmelfahrt, die evangelische Kirche mit Marienaltar, der jüdische Friedhof,
- in Reichmannsdorf: das Dientzenhofer-Schloss,
- in Heuchelheim der Dreifrankenstein.

## Wirtschaft und Infrastruktur

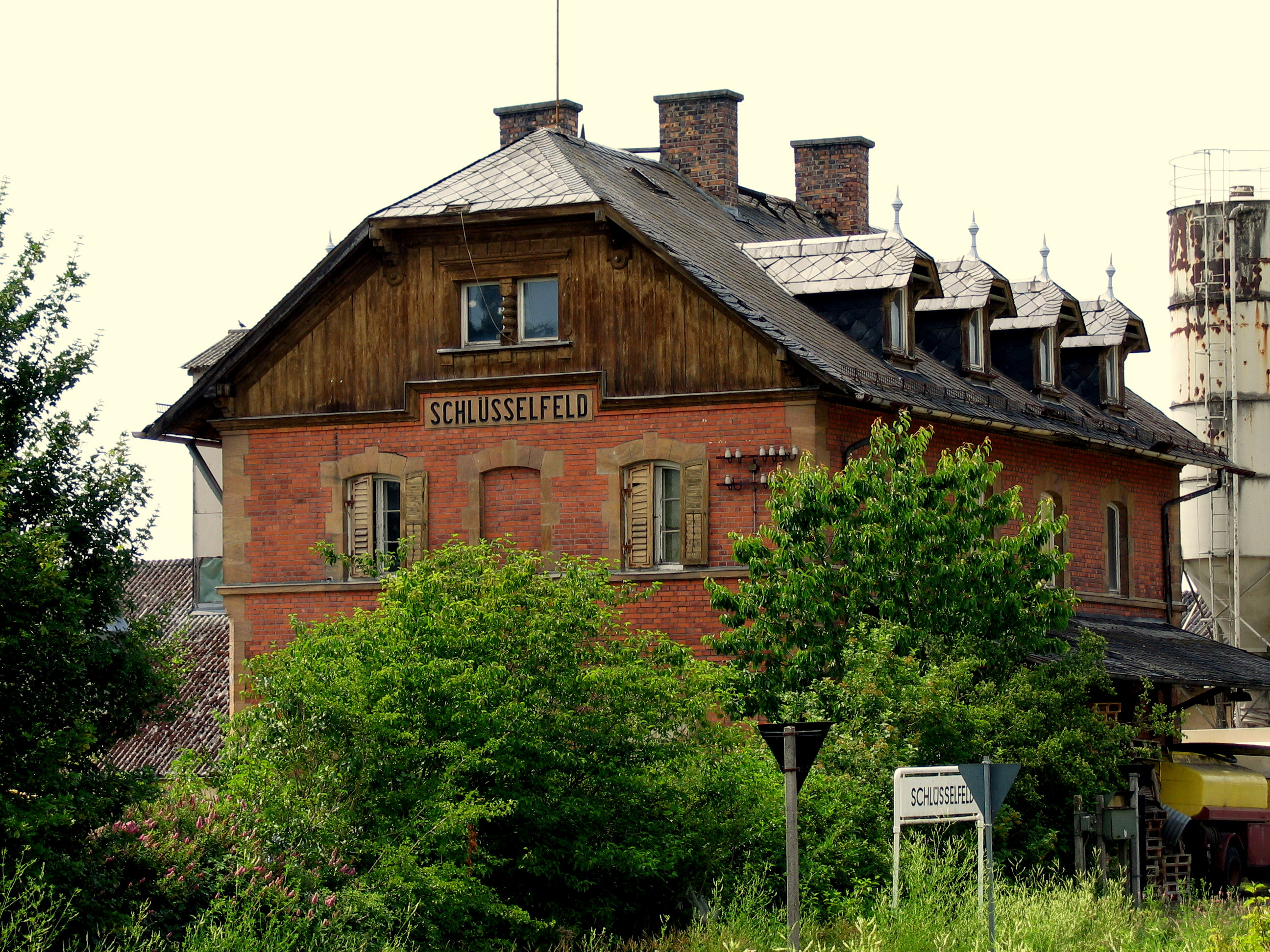
Ehemaliges Bahnhofsgebäude Schlüsselfeld

Die Stadt Schlüsselfeld ist als Kleinzentrum anerkannt.

### Verkehr
Die Staatsstraße 2260 verläuft nach Geiselwind (11 km westlich) bzw. nach Wachenroth (7 km östlich). Von ihr zweigt die Staatsstraße 2261 in Richtung Südwesten ab, wo sie unmittelbar zur Anschlussstelle 77 der Bundesautobahn 3 führt und weiter nach Burghaslach (3 km südwestlich). Die Staatsstraße 2262 verläuft nach Reichmannsdorf (6,5 km nordöstlich). Gemeindeverbindungsstraßen führen nach Debersdorf (2,5 km nordwestlich) und nach Burghaslach (2,5 km südwestlich).
Nach Schlüsselfeld führt die nur im Güterverkehr betriebene Bahnstrecke Frensdorf–Schlüsselfeld.
Durch den Ort verläuft der Fränkische Marienweg.

### Brauereien
Auf dem Stadtgebiet gibt es zwei Brauereien: die Sternbräu (Scheubel) in Schlüsselfeld sowie die 2012 gegründete Braumanufaktur Hertl in Thüngfeld.
Liste der ehemaligen Brauereien:
- Brauerei Scharold, Schlüsselfeld, bis 1961
- Brauerei Windfelder, Elsendorf, bis 1965
- Brauerei Josef Amtmann, Schlüsselfeld, bis 1973
- Kronen Brauerei Maierhöfer, Schlüsselfeld, bis 1973
- Brauerei Ritter, Heuchelheim, bis 1985
- Brauerei Scheubel, Possenfelden, bis 2005
- Sternbräu, Elsendorf, bis 2013 (lässt im Lohnbrauverfahren brauen)
- Adlerbräu (Amtmann), Schlüsselfeld, bis 2013 (lässt im Lohnbrauverfahren brauen)

### Unternehmen
- Concorde, PhoeniX und Morelo, drei Wohnmobilhersteller der gehobenen Klasse
- Die Fitnesscenterkette McFit
- Veit Dennert KG, ein Familienunternehmen, das Systembaustoffe, massive Fertighäuser und Dämmstoffe herstellt
- Das ADAC-Fahrerlebniszentrum in Schlüsselfeld bietet umfangreiche Trainings- und Veranstaltungsmöglichkeiten.
- KB Container GmbH verkauft und vermietet neue und gebrauchte Container und Containergebäude.
- Röder Feuerwerk
- PORAVER GmbH
- PETEC Verbindungstechnik

### Freiwillige Feuerwehren
Freiwillige Feuerwehren gibt es in den Stadtteilen Aschbach, Eckersbach, Elsendorf, Heuchelheim, Reichmannsdorf mit Untermelsendorf, Schlüsselfeld, Thüngfeld und Ziegelsambach/Wüstenbuch.

## Persönlichkeiten, die mit der Stadt in Verbindung stehen
- Carl Gottfried Scharold (1769–1847), Historiker und Verwaltungsjurist
- Georg Karl Meyer (1814–1868), katholischer Theologe, Geistlicher und Hochschullehrer, geboren in Aschbach
- Ludwig Nürnberger (1884–1959), Frauenarzt, Geburtshelfer und Hochschullehrer, geboren in Aschbach
- Ludwig Demling (1921–1995), Internist und Gastroenterologe, wohnte die letzten 20 Jahre seines Lebens im Gemeindeteil Thüngbach.
- Robert Hemmerlein (* 1959), Fußballspieler, aufgewachsen im Stadtteil Reichmannsdorf
- Gerd Schaller (* 1965), Dirigent, aufgewachsen im Stadtteil Schlüsselfeld
- Hans-Jürgen Heidenreich (* 1967), Fußballspieler, aufgewachsen im Stadtteil Schlüsselfeld
- Rainer Schaller (1969–2022), Unternehmer, Geschäftsführer RSG-Group, Veranstalter der Loveparade 2007–2010, aufgewachsen im Stadtteil Schlüsselfeld
- Peter Heinz (* um 1969), niedergelassener Augenarzt und Vorsitzender des Berufsverbands der Augenärzte Deutschlands